# Mauro Ramos
Mauro Ramos de Oliveira (Poços de Caldas, 30 augustus 1930 – aldaar, 18 september 2002) was een Braziliaans voetballer, beter bekend als Mauro Ramos.  

## Biografie
Hij begon zijn carrière bij São Paulo en won hiermee vier keer het Campeonato Paulista. In 1960 maakte hij de overstap naar het Santos van Pelé, dat in die periode een van de beste teams ter wereld was. Hij won er vijf keer het Campeonato Paulista mee, drie keer het Torneio Rio-São Paulo en zowel in 1962 als 1963 de Copa Libertadores en intercontinentale beker. In 1967 ging hij naar het Mexicaanse Toluca, waarmee hij een jaar later nog landskampioen werd.
Ramos speelde vanaf 1948 voor het nationale elftal en won er een jaar later het Zuid-Amerikaanse kampioenschap mee. Hij maakte deel uit van de selecties voor het WK 1954 en 1958, maar kwam daar niet aan spelen toe. Hij maakte zijn WK-debuut op het WK 1962, waar hij kapitein was en de wereldbeker in de lucht kon steken na overwinning in de finale tegen Tsjecho-Slowakije.
In 1971 verving hij Antoninho als coach bij Santos tot 1972. Van 1973 tot 1974 trainde hij nog het Mexicaanse Jalisco en stopte dan als trainer.
Hij overleed op 72-jarige leeftijd aan maagkanker.
1 Castilho ·
2 Bellini  ·
3 Nílton Santos ·
4 Djalma Santos ·
5 Dino Sani ·
6 Didi ·
7 Zagallo ·
8 Oreco ·
9 Zózimo ·
10 Pelé ·
11 Garrincha ·
12 Gilmar ·
13 Moacir ·
14 De Sordi ·
15 Orlando ·
16 Mauro Ramos ·
17 Joel ·
18 Altafini ·
19 Zito ·
20 Vava ·
21 Dida ·
22 Pepe ·
Coach: Feola
1 Gilmar ·
2 Djalma Santos ·
3 Mauro Ramos  ·
4 Zito ·
5 Zózimo ·
6 Nílton Santos ·
7 Garrincha ·
8 Didi ·
9 Coutinho ·
10 Pelé ·
11 Pepe ·
12 Jair Marinho ·
13 Bellini ·
14 Jurandir ·
15 Altair ·
16 Zequinha ·
17 Mengálvio ·
18 Jair ·
19 Vavá ·
20 Amarildo ·
21 Zagallo ·
22 Castilho ·
Coach: Moreira